# Chanson de Roland
Pour les articles homonymes, voir Chanson (homonymie) et Roland (homonymie).
La Chanson de Roland est une célèbre chanson de geste de la fin du XIe siècle. 
Ce poème épique, dont l'action est située au cours d'une longue guerre de l'empereur Charlemagne en Espagne, raconte la trahison du Franc Ganelon, qui entraine la mort de Roland, neveu de Charlemagne, dans une bataille livrée à Roncevaux contre l'armée du roi musulman de Saragosse, puis les représailles victorieuses de Charlemagne, confronté à l'armée de l'émir de Babylone. Ce récit semble fondé sur un épisode, rapporté par le chroniqueur Éginhard, survenu lors d'une campagne menée en 778 par Charlemagne (pas encore empereur), jusqu'à Saragosse : la mort du comte Roland, préfet de la marche de Bretagne, dans un combat mené contre des Basques voulant venger le sac de Pampelune par l'armée franque sur le chemin du retour.
Neuf manuscrits de la Chanson de Roland nous sont parvenus, dont un, le manuscrit d'Oxford du début du XIIe siècle, le plus ancien et le plus complet, est en anglo-normand. Identifié en 1835, il est considéré par les historiens comme le manuscrit faisant autorité. C'est donc lui que l'on désigne quand on parle sans autre précision de la Chanson de Roland.
Le poème comporte quatre mille deux vers, dans la version d'Oxford (neuf mille dans un manuscrit de la fin du XIIIe siècle en français), répartis en 291 laisses assonancées, transmises et diffusées en chant par les troubadours et jongleurs. 
La composition en est parfois attribuée, sans certitude, à un certain Turold, mentionné dans le dernier vers, d'interprétation problématique, du manuscrit d'Oxford : Ci falt la geste que Turoldus declinet.

## Fondement historique de la bataille de Roncevaux

### Historiographie franque et arabe
Les Annales du royaume des Francs (Annales regni Francorum), chroniques de l'époque, ne mentionnent aucune défaite mais seulement une expédition victorieuse en Espagne. Une seconde rédaction de ces Annales, postérieure d'une vingtaine d'années, ajoute qu'au retour d'Espagne, beaucoup de chefs francs furent tués dans une embuscade tendue par les Basques, qui pillèrent les bagages avant de s'enfuir, et dans laquelle des personnes de haut rang furent tuées.
Éginhard est plus précis dans sa Vita Karoli Magni écrite vers 830 : il mentionne lui aussi les Basques et donne une description plus fournie des événements survenus lors de la traversée des Pyrénées : « dans ce combat  furent tués, parmi bien d'autres, Eggihard, préposé à la table royale, Anselme, comte du palais, et Roland, préfet de la Marche de Bretagne ». 
Quelques années plus tard et toujours au IXe siècle, dans la Vita Hludovici (« Vie de Louis ») d'un chroniqueur anonyme dit l'Astronome, ce combat est rapporté, mais les protagonistes ne sont pas nommés, car « connus » : « les derniers corps de l'armée royale furent massacrés sur ce même mont Pyrénée. Les noms de ceux qui périrent étant connus, je me suis dispensé de les dire »,.
Les sources arabes sur cet événement sont rares et issues de chroniques postérieures d'au moins deux siècles à l'expédition franque,.

### Historiographie contemporaine
« Au printemps de l’année 778, le souverain franc réunit une armée et se dirigea vers l’Espagne… le roi, franchit les Pyrénées et gagna Pampelune. Après avoir reçu la soumission des habitants de la ville, Charlemagne se dirigea vers Saragosse… Apprenant que les Saxons s’étaient à nouveau révoltés, il décida de lever le siège... l’arrière-garde franque, avec les captifs et le butin, fut attaquée alors qu’elle franchissait les monts, sans que l’on ait jamais pu préciser avec exactitude la localisation de ce fait d’armes... il ne fait aucun doute que l’entreprise fut menée par des Basques, cependant des musulmans se joignirent à eux : ainsi, selon Ibn al-Athîr, les fils de Sulaymân b. al-‘Arabî, ‘Ayshûn et Matrûh, participèrent à l’attaque ».

## Composition et mise par écrit de laChanson

### Contexte
En pleine époque de reconquista en péninsule Ibérique et de conquêtes en Orient, il apparaît que la Chanson de Roland ait été composée avec en trame de fond l'évocation et le soutien aux croisades et à la guerre sainte,.
La féodalité, qui commence à se mettre en place à la fin de l'époque carolingienne (après le règne de Louis le Pieux) et est accomplie à l'époque de la composition de la Chanson, a une place très importante dans le texte : par exemple à travers les nombreuses occurrences du mot « vassal »). Elle s'imbrique tout au long de l'œuvre avec la dimension religieuse. 

### Hypothèses sur la composition

#### La thèse «individualiste»
Joseph Bédier a émis l’hypothèse dite « individualiste » qui suppose que la chanson serait le fruit d'une collaboration entre moines et jongleurs qui récitaient, sur les routes de Saint-Jacques-de-Compostelle, des fragments aux lieux de halte. L'inspiration de l'auteur dans un contexte favorable aurait permis à la Chanson de naître telle quelle,. Cette parenté est contestée par Marc Bloch.

#### La thèse «traditionaliste»
Gaston Paris, une cinquantaine d'années avant Joseph Bédier, proposa comme théorie, connue sous le nom de « traditionaliste », que la Chanson de Roland serait issue de cantilènes composées après la bataille, d'où certains anachronismes persistants dans la Chanson. Les siècles passés et l'évolution feraient qu'ils se fixent dans la forme de la chanson de geste que l'on connaît.

#### La thèse «néo-traditionaliste»
Les idées de Gaston Paris se trouvent appuyées et développées dans les années 1950 - 1960 par les travaux de Jean Rychner dans son ouvrage La chanson de geste. Essai sur l'art épique des jongleurs et par la théorie « néo-traditionaliste » de Ramón Menéndez Pidal lequel, dans la continuité des recherches de Ferdinand Lot initiées dès les années 1920,, propose que la Chanson est l'aboutissement d'une longue série d'œuvres, que ce soit des textes ou des œuvres transmises de manière orale, probablement créées après la bataille et sans cesse transformées, en opposition avec la théorie de Joseph Bédier. Le terme même de « néo-traditionalisme » souligne bien l'idée de la lointaine lignée de l'ouvrage, provenant d'une tradition très ancienne.

#### Synthèse actuelle
L'amalgame entre l'hypothèse de Gaston Paris et les ajouts introduits par Ramón Menéndez Pidal (de même que des emprunts aux propositions de Joseph Bédier) forme un corpus communément admis désormais,, admettant que le Roland d'Oxford est l'aboutissement d'une tradition ancienne, notamment orale,, mais aussi de ce qui est appelé les « pré-textes » qui ne sont pas tous liés à la Chanson mais qui démontrent la construction d'une épique écrite tels la Chanson de Walther (milieu du Xe siècle), le Fragment de La Haye (début du XIe siècle) ou la Nota Emilianense (dernier quart du XIe siècle), cette dernière comportant déjà nombre des personnages et le combat de Roncevaux. Selon Douglas Owen, une version de la Chanson de Roland était déjà en usage en 1067 et l'évêque d'Amiens y aurait fait référence. L'assertion de Guillaume de Malmesbury racontant (dans un ouvrage en 1125) qu'avant la bataille d'Hastings (1066) fut entonné « le chant de Roland, pour que l’exemple d'un vaillant homme enflammât les cœurs de tous ceux qui allaient se battre » n'apparaît donc plus infondée,.

### Chronologie de la mise par écrit
André Burger pense que cette œuvre aurait été rédigée entre 1087 et 1095 (à la veille de la première croisade),.
La date d'écriture du manuscrit d'Oxford est elle aussi inconnue, le consensus la situant généralement dans la première moitié du XIIe siècle, les estimations allant de 1098 aux années 1125 - 1150. Écrit en anglo-normand, c'est le texte le plus ancien de la Chanson et il est considéré comme celui qui fait autorité,,.
Il existe six autres manuscrits, ou neuf en comptant ceux qui n'incluent que des parties du texte, dont le contenu, bien qu'assez similaire concernant le récit, change dans la forme. Le plus récent, nettement plus long avec environ 9 000 vers, date de la fin du XIIIe siècle. Une des retranscriptions de l'épopée est réalisée autour de 1140 par un ou plusieurs moines, peut-être de Saint-Denis, dans ce qui constitue le Livre IV du Codex Calixtinus : l'Historia Karoli Magni, appelée Pseudo-Turpin.

## Découverte de laChanson
En 1832, Henri Monin fit la découverte dans la Bibliothèque du roi d'un poème nommé « La chanson de Roland ». Il n'existe au début des années 1830 que deux manuscrits connus de la Chanson, ceux de Paris et Châteauroux. Francisque Michel donne en 1837 une première édition du texte qui était fondée sur un autre manuscrit conservé à la bibliothèque d'Oxford en Angleterre, version qu'il avait découverte en 1835. D'autres manuscrits seront retrouvés ensuite à Venise, à Versailles, à Lyon et à Cambridge.

## Description

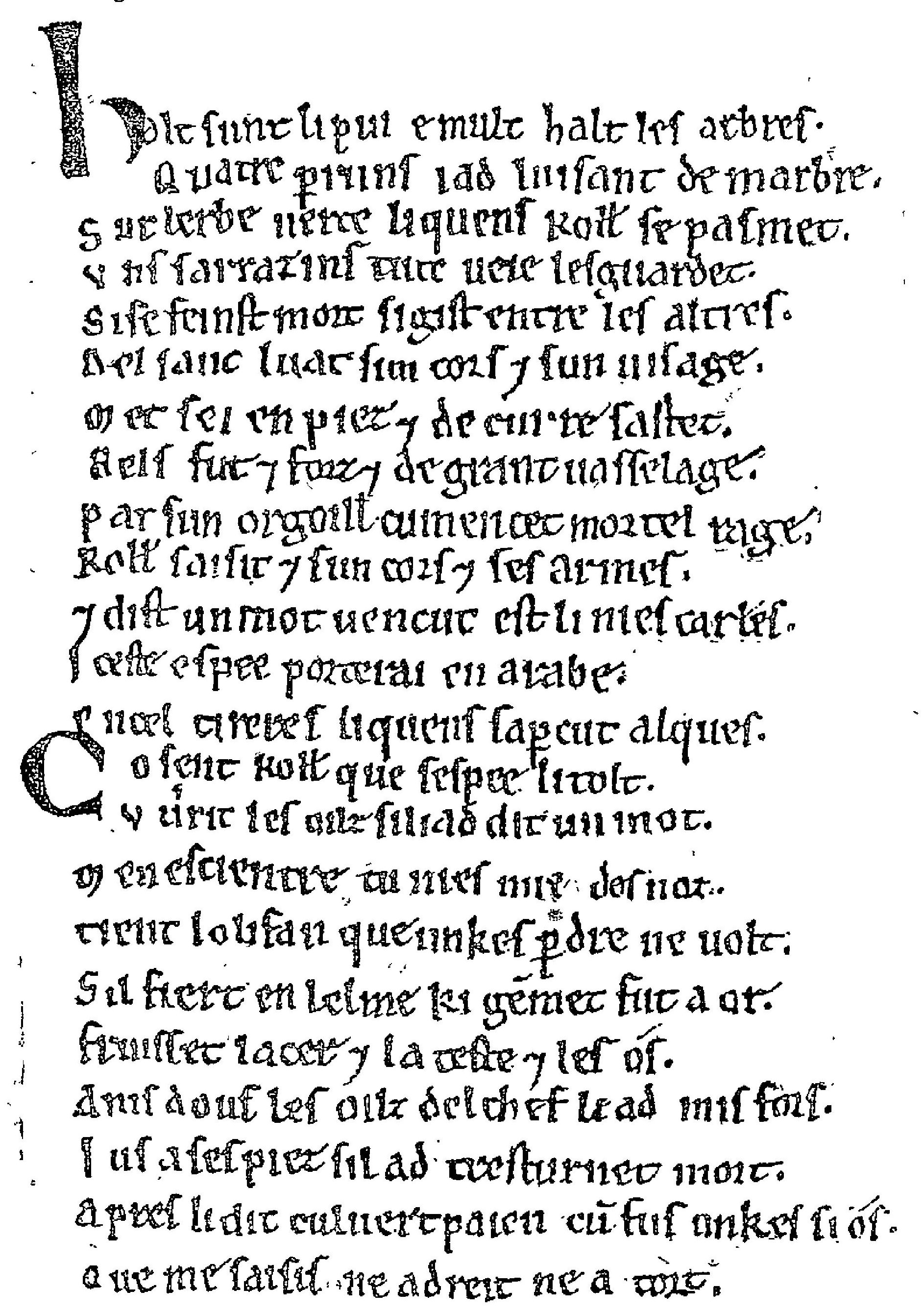
Feuille du manuscrit d'Oxford, fac-similé publié par Léon Gautier.

### Les quatre parties de laChanson
La première laisse indique dans quelle situation se trouvent Charlemagne et l'armée des Francs après sept ans de guerre : ils ont conquis toute l'Espagne, sauf Saragosse.
1. La trahison de Ganelon (laisses 2 à 79)

Le roi de Saragosse, Marsile, engage des négociations de paix. Charlemagne décide de lui envoyer Ganelon, son beau-frère et beau-père de Roland, qui ressent cette mission comme un offense mortelle dont le responsable est Roland. Au lieu de se comporter en ambassadeur loyal, il intrigue avec Marsile pour s’assurer de la mort de Roland. Marsile fait semblant d'accepter les conditions de paix de Charlemagne, dont l'armée reprend le chemin de la France, Roland étant à la tête de l'arrière-garde.
2. La bataille de Roncevaux et la mort de Roland (laisses 80 à 176)

Marsile attaque l'arrière-garde aux environs du col de Roncevaux. Roland, ainsi que son compagnon Olivier, l'archevêque Turpin et tous les autres soldats, sont tués lors de la bataille, où meurt aussi une grande partie des assaillants.
3. La vengeance de Charlemagne (laisses 177 à 266)

Quand, alerté par les appels du cor de Roland, Charlemagne vient au secours de l'arrière-garde, il est trop tard. Mais avec l'aide de Dieu, Charlemagne venge son neveu en battant les Sarrasins, malgré l'arrivée d'une grande armée de renfort commandée par Baligant, roi de Babylone. Saragosse est prise, les synagogues et les « mahommeries » sont détruites et les habitants baptisés ou tués (laisse 266).
4. Retour à Aix et jugement de Ganelon (laisses 267 à 291)

Repartant pour Aix, il passe à Bordeaux, puis à Blaye, ville où il fait inhumer les corps de Roland, d'Olivier et de Turpin.

À Aix, Charlemagne fait juger Ganelon qui est condamné à mourir écartelé.

### Résumé
Situation au début du poème
  

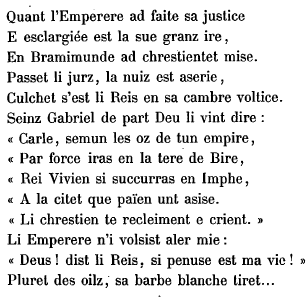
Derniers vers de la chanson, où l'ange Gabriel vient annoncer à Charlemagne qu'il doit aller secourir d'autres chrétiens (texte en ancien français, édité par Léon Gautier).

Charlemagne et son armée sont occupés depuis sept ans à conquérir l'Espagne : seule une ville leur échappe encore en raison de son isolement montagnard, Saragosse (Sarraguce), où règne le roi Marsile.
Première partie
 
Marsile tient conseil à Saragosse et il est décidé d'envoyer Blancandrin en ambassade pour offrir la paix à Charlemagne (laisses 2 à 7). Blancandrin se présente devant Charlemagne (laisses 8 et 9).
Charlemagne tient à son tour conseil pour examiner la réponse à donner. Le principe de la négociation est accepté et Charlemagne se demande alors qui envoyer à Marsile, mission dangereuse car un précédent émissaire, Basan, a été tué. Au terme d'un duel verbal entre Roland et Ganelon, Charlemagne choisit Ganelon, qui accepte la mission de très mauvaise grâce, en manifestant sa colère et son ressentiment envers Roland (laisses 10 à 27).
Au cours du voyage vers Saragosse avec Blancandrin, un projet est élaboré entre eux pour supprimer Roland, seul obstacle à la paix selon Ganelon. À Saragosse, le plan est proposé à Marsile, qui l'accepte malgré des soupçons de la part de ses conseillers : Marsile fera semblant de conclure la paix avec Charlemagne, qui se retirera. Les Sarrasins attaqueront alors par surprise l'arrière-garde isolée, qui sera commandée par Roland. Une fois Roland, le plus vaillant des chevaliers de Charlemagne, tué, Ganelon considère que l'armée de Charlemagne ne vaudra plus rien. Marsile approuve le plan.
Deuxième partie
 
Ganelon rejoint Charlemagne, qui se retire avec son armée. Roland prend comme prévu la direction de l'arrière-garde, tandis que Ganelon reste en compagnie de l'empereur. L'armée suit la route passant par le col de Roncevaux.
Les Sarrasins poursuivent les Francs et les rejoignent alors que l'arrière-garde se trouve dans un défilé proche du col, tandis que le reste de l'armée est déjà beaucoup plus bas. Le preux Olivier, ami et confident de Roland, signale l'arrivée des Sarrasins à Roland et lui demande de sonner du cor pour avertir Charlemagne. Mais Roland refuse : il préfère mourir en guerrier plutôt que de se déshonorer en appelant à l'aide (il a un dicton qui disait : il faut toujours avancer et jamais reculer).
Le combat commence. Les hommes de Roland se battent contre l'armée, commandée par Marsile, qui est vingt fois supérieure en nombre. Malgré leur bravoure, les hommes de l'arrière-garde sont tués les uns après les autres. C'est seulement lorsqu'il ne reste plus que soixante combattants, et après qu'Olivier est tombé, que Roland fait sonner son olifant, tellement fort qu'il fait éclater ses veines. Charlemagne, quant à lui, continue à s'éloigner avec le gros de l'armée, persuadé par Ganelon que le son du cor qu'il entend n'est pas un appel à l'aide.
Charlemagne finit par soupçonner le pire et chevauche vers le lieu de l'embuscade. Pendant ce temps, tous les chevaliers de l'arrière-garde meurent. Roland et l'archevêque Turpin, blessés, arrivent à faire fuir l'armée maure avant de finir par s'effondrer.

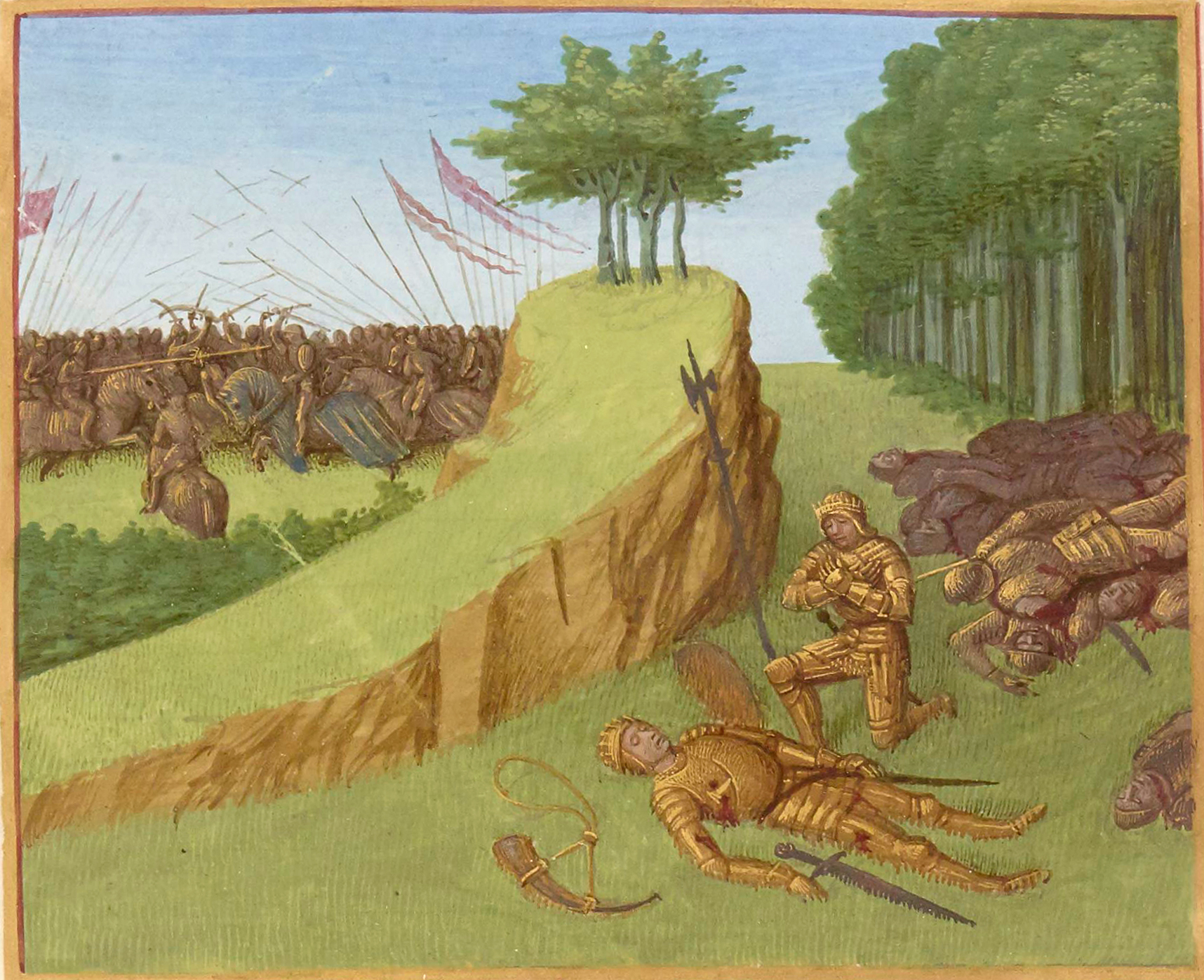
Bataille de Roncevaux en 778. Mort de Roland, dans les Grandes chroniques de France, enluminées par Jean Fouquet, Tours, v. 1455–1460, BNF.

Dans ses derniers moments, Roland a encore la force d'essayer de briser son épée Durandal contre un bloc de marbre, afin d'éviter qu'elle ne tombe entre les mains de l'ennemi, sans succès : la lame luit et flamboie sans s'ébrécher. Il s'allonge tourné vers l'Espagne pour mourir : c'est alors que saint Michel, Chérubin et saint Gabriel emportent son âme vers le paradis.
Troisième partie
 
Quand Charlemagne rejoint l'arrière-garde, il est trop tard, Roland est mort et la bataille est terminée. L'armée de Marsile a subi de lourdes pertes, mais elle est renforcée par une immense armée représentant l'ensemble des peuples musulmans. Cette armée affronte l'armée de Charlemagne au cours d’une seconde bataille, littérairement moins célèbre que la première, au cours de laquelle Charlemagne la détruit complètement.
Quatrième partie
 
Rentrant en France, Charlemagne reprend Narbonne (Nerbone), puis remonte vers Bordeaux (Burdeles) où il laisse l'olifant de Roland dans l'église Saint-Seurin. Il va ensuite à Blaye (Blaive), où les corps de Roland, Olivier et Turpin sont inhumés dans l'église Saint-Romain. Arrivé à Aix (Ais), il apprend la triste nouvelle de la mort de son fiancé Roland et de son frère Olivier à la belle Aude, qui meurt sur le coup.
Le jugement de Ganelon peut alors commencer. Le conseil de Charlemagne le juge d'abord innocent et finalement son sort est remis à Dieu sous la forme d'un duel judiciaire : son champion étant vaincu, Ganelon est déclaré coupable, écartelé et les membres de sa famille pendus pour avoir pris son parti.

## Personnages
Orthographe des noms selon la traduction de Bédier.
- L'ange Gabriel (une occurrence, l. 168), généralement appelé « saint Gabriel » (sept occurrences), qui réalise plusieurs miracles en faveur des Francs.

### Francs

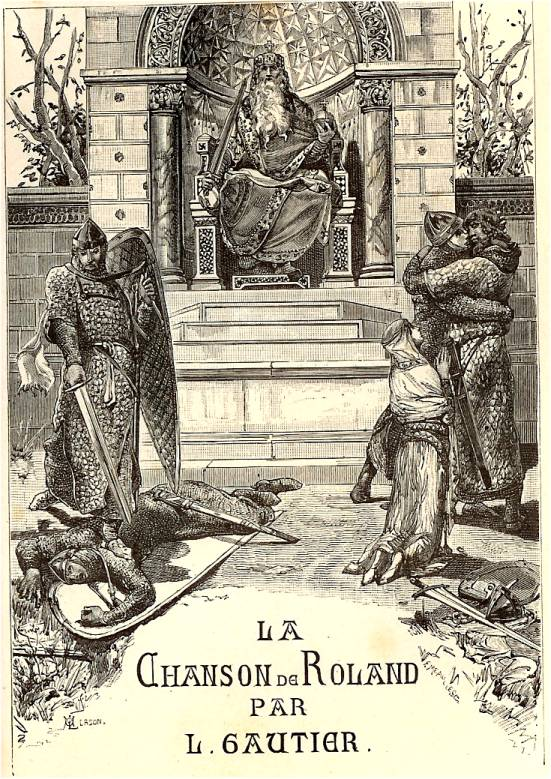
Couverture de l’Édition populaire de la Chanson de Roland (1881), illustrée par Luc-Olivier Merson.

- Charlemagne (26 occurrences[39]), le plus souvent appelé « Charles » (167 occurrences[40]) : roi et empereur (Carles li reis, nostre emperere magnes, vers 1), il est à la tête de l'armée venue combattre les Sarrasins en Espagne [en tant que personnage historique, Charlemagne (vers 745-814) : fils de Pépin le Bref (premier roi des Francs de la dynastie carolingienne), devient roi des Francs en 768 et roi des Lombards en 774 ; il est couronné empereur romain d'Occident par le pape en 800].
- Roland[41], neveu de Charlemagne, commandant de l'arrière-garde de l'armée franque, tué à Roncevaux [en tant que personnage historique (probablement mort en 778) : sans lien de parenté connu avec Charlemagne ; il est comte de Nantes et comte de Rennes, à la tête de la marche de Bretagne[42] ; sans doute mort à Roncevaux lors d'un combat contre des Basques]
- Olivier[43], ami de Roland ; tué à Roncevaux.
- Aude, sœur d'Olivier et fiancée de Roland.
- Turpin[44] : archevêque (« l’archevêque Turpin », « l’archevêque ») de Reims (« Turpin de Reims », laisse 19), tué à Roncevaux [personnage historique : Tilpin (mort vers 795), archevêque de Reims de 748 à sa mort].
- Bérengier : l'un des douze paladins tué par les Sarrasins (il tue Estramarin et est tué par Grandoyne).
- Besgun : cuisinier en chef de l'armée de Charlemagne, il garde Ganelon après la découverte de sa trahison.
- Milon : garde les morts francs pendant que Charlemagne poursuit les Sarrasins.
- Othon, garde les morts francs pendant que Charlemagne poursuit les Sarrasins.
- Lorant : commandant d'une des premières colonnes contre Baligant ; tué par Baligant.
- Geboin : garde les Francs morts ; chef de la deuxième colonne de Charlemagne.
- Ogier, aussi appelé « Ogier de Danemark » ou « Ogier le Danois » : chef de la troisième colonne contre Baligant.
- Hamon : commandant de la huitième colonne de Charlemagne.
- Thierry, champion de Charlemagne dans le duel judiciaire.
- Godefroy : barbier de Charlemagne, frère de Thierry.

- Basan et son frère Basille, barons francs, assassinés antérieurement au récit, alors qu'ils se avaient été envoyés en ambassade auprès de Marsile[45]

Ganelon et ses proches
- Ganelon[46], époux de la sœur de Charlemagne et beau-père de Roland[réf. nécessaire].
- Briou (monseigneur de Courtechapelle)[réf. nécessaire] : assistant de Ganelon
- Pinabel : ami de Ganelon (« Pinabel, mon ami et mon pair », l. 27), champion de Ganelon dans le duel judiciaire.

### Sarrasins
- Baligant, émir de Babylone.
- Marsile, roi de Saragosse, musulman (« Le roi Marsile la tient, qui n’aime pas Dieu. C’est Mahomet qu’il sert, Apollin qu’il prie », l. 1) ; il meurt à Saragosse d'une blessure que lui a infligée Roland à Roncevaux.
- Bramimonde, épouse de Marsile, reine de Saragosse ; faite prisonnière après la prise de la ville, elle est convertie par Charlemagne au christianisme.
- Blancandrin : seigneur de Val-Fonde, musulman, mais « sage » (« Entre les païens Blancandrin était sage : par sa vaillance, bon chevalier ; par sa prudhomie, bon conseiller de son seigneur », l. 3).
- Grandoine : fils de Capuel, roi de Cappadoce ; à Roncevaux, il tue Gerin, Gerier, Bérengier, Guy Saint Antoine et le duc Astorge et est tué par Roland.

## Postérité

### Postérité littéraire au Moyen Âge
La Chanson de Roland inspire très tôt plusieurs poèmes en Europe. Elle est traduite dès 1170 en haut allemand par le père Conrad (Rolandslied), puis en gallois, en vieux norrois (Karlamagnús saga), en moyen anglais et en néerlandais.
Le poète anglo-normand Wace (vers 1100-vers 1180) écrit un Roman de Brut qui se termine comme le manuscrit d'Oxford de la Chanson de Roland : « Ci fait la geste des Bretuns ;/ E la ligne des Baruns / Ki del lignage Bruti vindrent. ».

### Chant de guerre médiéval
Lors de la bataille d'Hastings (1066), le jongleur Taillefer aurait entonné la Chanson de Roland ou du moins une de ses versions primitives, antérieure à l'oeuvre que nous connaissons, afin de galvaniser les troupes normandes de Guillaume le Conquérant. 
D'après de nombreux historiens, tout au long du XIe et du XIIe siècle, les troupes françaises auraient régulièrement déclamé ce chant avant de livrer bataille.[réf. nécessaire]
On raconte aussi[réf. nécessaire] que le roi d'Angleterre et duc d'Aquitaine Jean sans Terre (de 1199 à 1216) aurait demandé un jour à ses soldats[réf. nécessaire] : « Pourquoi chanter Roland s'il n'y a plus de Roland ? » Ce à quoi un homme répondit : « Il y aurait encore des Roland s'il y avait des Charlemagne » (le roi Jean, frère du prestigieux Richard Cœur de Lion, a eu un règne peu glorieux, perdant ses fiefs français de Normandie, Maine et Anjou (1204) et étant finalement vaincu à Bouvines en 1214).

### Légendes locales et toponymie

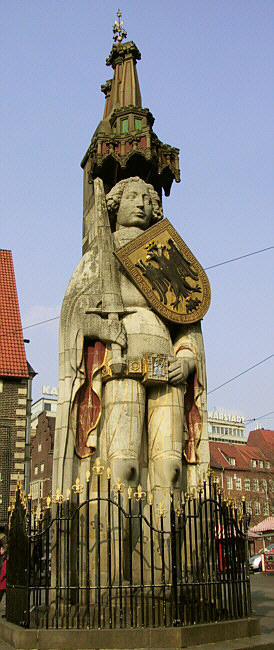
Statue de Roland à Brême (Allemagne).

C'est surtout dans les Pyrénées que le personnage de Roland fait l'objet de plusieurs légendes populaires.
En Catalogne, son nom apparaît fréquemment dans la toponymie. Roland (Rotllà, Rutlan) est ici un géant mythique, dont le tombeau, un dolmen situé à Arles-sur-Tech (la Caixa de Rotllan) est proche d'un chaos rocheux appelé palet de Rotllan (jeu de palets de Roland), les rochers lui ayant servi de palets pour écraser les châteaux du Vallespir.  
Au Pays basque, à Itxassou, mais aussi dans le département du Nord, existent deux lieux nommés « Pas de Roland ». Au Pays basque, il s'agit d'un trou dans la roche, rond et vertical, qui résulte selon la légende d'un coup de sabot donné par le cheval de Roland qui lui ouvrit un passage pour fuir les Vascons, dans le Nord il désigne un lieu censé être une immense trace de sabot du destrier[réf. nécessaire].
À la frontière entre la France et l'Espagne dans le département des Hautes-Pyrénées, une formation rocheuse curieuse du cirque de Gavarnie porte le nom de brèche de Roland. Il s’agit d'une trouée naturelle large de 70 m et haute de 40 m entre deux falaises qui, selon la légende, aurait été formée par un coup d'épée de Roland.
En Auvergne, il existe une formation géologique portant aussi le nom de « Brèche de Roland » : c'est une discontinuité de 150 m qui se situe sur une crête longue de 4 km reliant le Puy Mary au Peyre-Arse.

### Postérité littéraire et artistique à partir de la Renaissance
À l'époque de la Renaissance, le poète Matteo Maria Boiardo (1440-1494) compose un Roland amoureux, auquel L'Arioste donne une suite (Orlando furioso, « Roland furieux »), publiée en 1516. Cette œuvre inspire à son tour plusieurs opéras, dont celui de Jean-Baptiste Lully, Roland (1685). 
Plus près de nous, Luigi Dallapiccola (1904-1975) compose en 1946 une œuvre pour chant et piano, Rencesvals (« Roncevaux »), d'après trois fragments du texte original.
Dans Le Seigneur des anneaux de Tolkien, la mort de Boromir semble avoir été inspirée par celle de Roland : Boromir, qui sonne du cor pour attirer sur lui les guerriers Uruk-hai d'Isengard. Comme Roland, il meurt percé de flèches, l'épée à la main.

### Cinéma
Le cinéaste français Frank Cassenti réalise en 1978 La Chanson de Roland, librement inspiré de l'épopée. Dans ce film, des pèlerins et des comédiens en récitent le texte devant différents publics au cours de leur trajet vers Saint-Jacques-de-Compostelle,.